# Compsura
Compsura is een geslacht van straalvinnige vissen uit de familie van de karperzalmen (Characidae).

## Soorten
- Compsura gorgonae (Evermann & Goldsborough, 1909)
- Compsura heterura Eigenmann, 1915